# Kajima Corporation

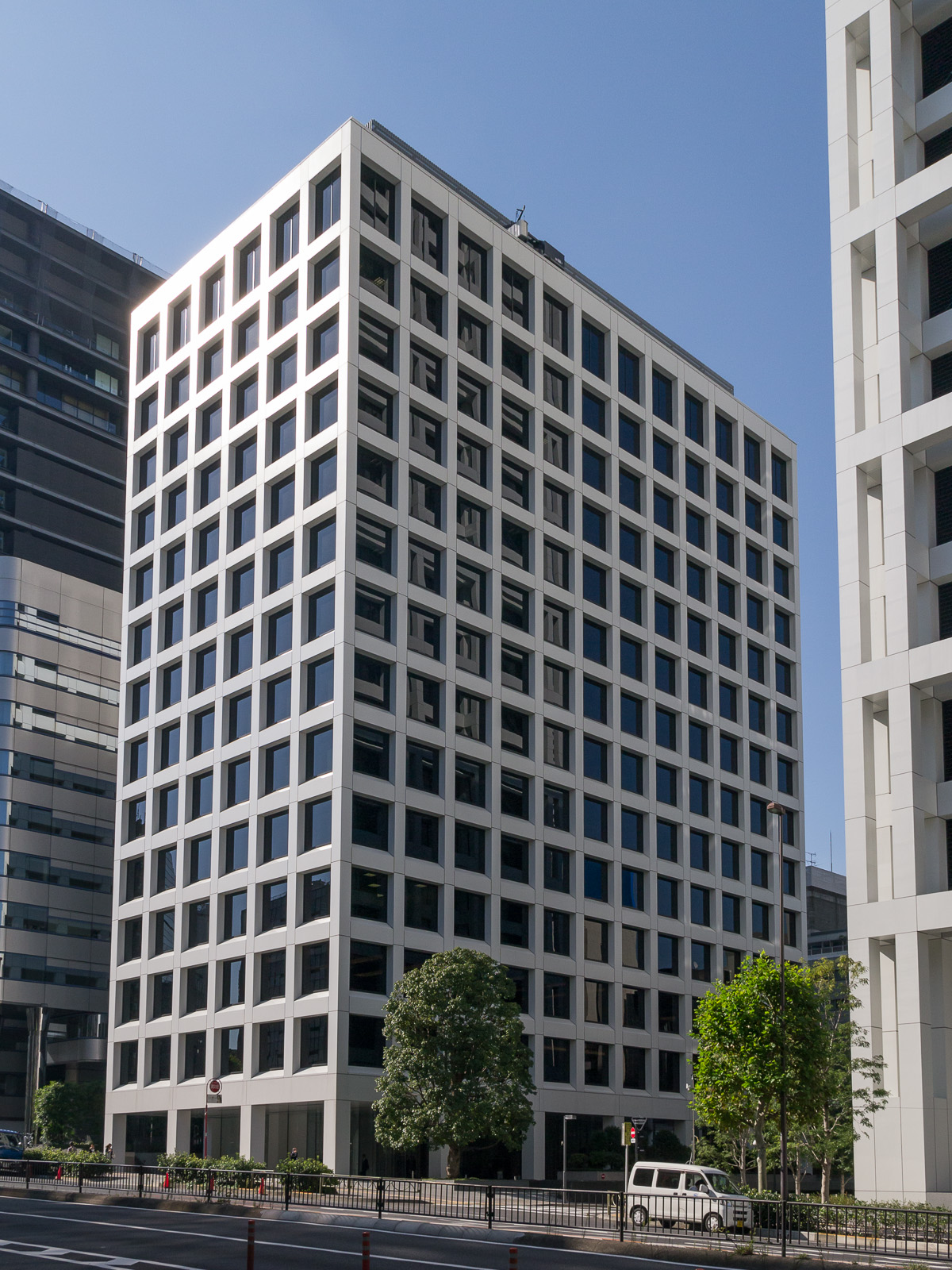
Kajima Hauptverwaltung Haus 01

Kajima Corporation (engl. für jp. 鹿島建設株式会社 Kajima kensetsu kabushiki-gaisha, wörtlich „Kajima Bau Aktiengesellschaft“) ist eines der ältesten und größten Bauunternehmen in Japan. Das 1840 gegründete Unternehmen hat seinen Hauptsitz in Minato, Tokio. Die Aktien des Unternehmens werden an vier führenden japanischen Börsen gehandelt und sind Bestandteil des Aktienindex Nikkei 225. 2022 betrug der Unternehmenserlös 18,2 Milliarden USD.
Kajima zählt zusammen mit Taisei, Shimizu, Obayashi und Takenaka zu den fünf größten Baufirmen in Japan (Zenekons), genannt Super-Zenekons (スーパーゼネコン, Sūpā Zenekon).
Die Geschäftsfelder von Kajima umfassen Design, Engineering, Konstruktion und Immobilienentwicklung. Kajima baut Hochhäuser, Eisenbahnen, Kraftwerke, Dämme und Brücken. Tochtergesellschaften befinden sich in ganz Asien, Ozeanien, Europa und Nordamerika. Auf dem Weg zum weltweit agierenden Unternehmen bildeten Geschäfte in der DDR ab Ende der 1970er Jahre eine bemerkenswerte Zwischenstation. Ein Abschwung in der Bauindustrie in der zweiten Hälfte der 1990er Jahre veranlasste Kajima, die Aktivitäten auf den Umweltsektor auszudehnen, insbesondere Abfallbehandlung, Wasserbehandlung, Bodensanierung und Umweltberatung.

## Geschichte und Gegenwart
Die Kajima Corporation wurde 1840 von Iwakichi Kajima gegründet, dem Erbauer des ersten Gebäudes im westlichen Stil von 1860 in Yokohama.
Das Unternehmen baute 1924 Japans ersten Staudamm (Ohmine Damm), 1957 Japans ersten Kernreaktor, 1959 die Tokaido-Shinkansen-Linie, 1968 Japans ersten Wolkenkratzer (das Kasumigaseki-Gebäude) und 1998 die Brücke über die Akashi-Straße.
Eine der Tochtergesellschaften von Kajima, Kajima Design, hat eine große Anzahl von Wolkenkratzern entworfen.
Das DDR-Geschäft bestand darin, in Ostberlin das Hochhaus des Internationalen Handelszentrums, in Leipzig das Hochhaus des Hotels Merkur, in Dresden das Hotel Bellevue und in Ostberlin das Grand Hotel zu errichten. Während das Hotel Merkur, das 1981 fertig gestellt wurde, „modern wie irgendwo in Japan“ gestaltet war, wurden etwas später bei den anderen beiden Hotels „Züge des deutschen Architekturerbes“ aufgenommen. Architekt der letzten beiden Gebäude war Takeshi Inoue.
Anfang der 2000er Jahre entwickelte die Kajima Corporation eine neue Methode für den Rückbau von Hochhäusern. 2005 unterzeichnete die Kajima Corporation den Bau der Straße Goha Tsion - Dejen und der Abay-Brücke in Äthiopien. Die Kaijima Corporation ist Teil eines Konsortiums japanischer Unternehmen (mit Mitsubishi Heavy Industries, dem Handelshaus Mitsubishi Corporation und der Baufirma Obayashi), das die Dubai Metro im Jahr 2009 baute und lieferte.
Im Juni 2016 gibt die Kajima Corporation ihre Partnerschaft mit der Japan Aerospace Exploration Agency (JAXA) bekannt, um Maschinen zu entwickeln, die in der Lage sind, autonome Basen für Menschen auf dem Mond bis 2030 und bis 2040 auf dem Mars zu bauen. 2022 wird gemeldet, dass Forscher der Universität Kyōto in Zusammenarbeit mit Kajima Corporation eine Mondbasis mit künstlicher Gravitation entworfen haben (ein konisches, rotierendes Gebilde namens The Glass).

## Aufarbeitung der Vergangenheit
In dem von Kajima gumi (Rechtsnachfolger: Kajima Corporation) betriebenen Tagebau Hanaoka in der Präfektur Akita wurde am 1. Dezember 1944 ein Kriegsgefangenenlager eingerichtet. Zusätzlich wurden 986 chinesische Zwangsarbeiter unter menschenunwürdigen Bedingungen eingesetzt. Sie litten unter Hunger, 14-stündigen Arbeitstagen und regelmäßigen Schlägen. Am 30. Juni 1945 kam es zu einem spontanen Aufstand, der brutal unterdrückt wurde, und der als Hanaoka-Zwischenfall im Oktober 1945 von der amerikanischen Besatzungsmacht untersucht wurde. Insgesamt ließen 418 Chinesen ihr Leben im Lager, darunter die 113 infolge des Aufstands Getöteten.
1990 bot Kajima den Opfern einen Entschädigungsfonds von 500.000 USD an, das von diesen als zu gering zurückgewiesen wurde. 2000 stimmte die Kajima Corporation einem Fonds in Höhe von 4,6 Mio. USD zu. Kajima war 1989 eines der ersten Unternehmen in Japan, das sich für das Unrecht entschuldigte. Insgesamt gab es in Japan in jener Zeit 40.000 chinesische Zwangsarbeiter und Tausende aus Korea.

## Realisierte Projekte

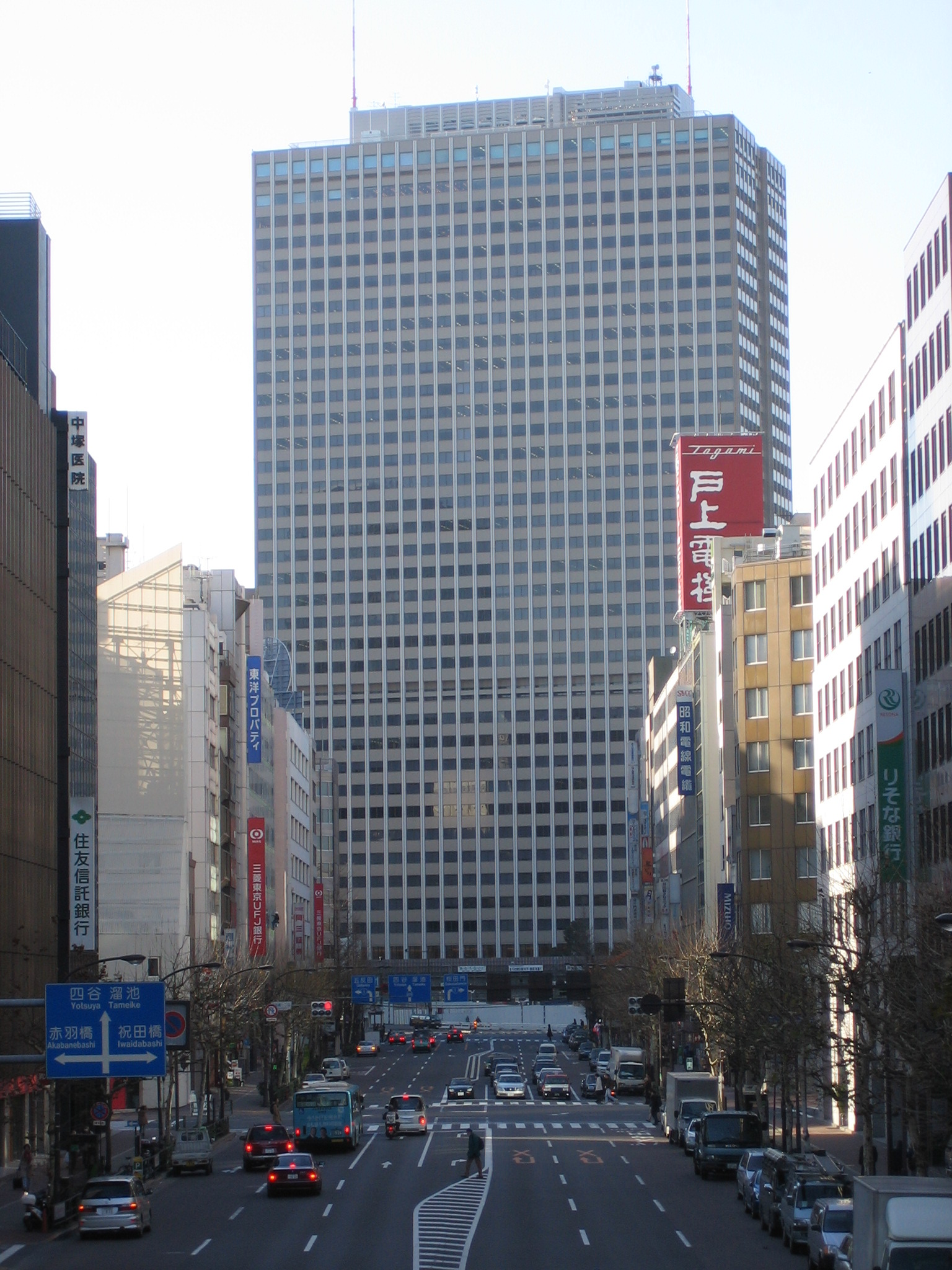
Kasumigaseki-Hochhaus
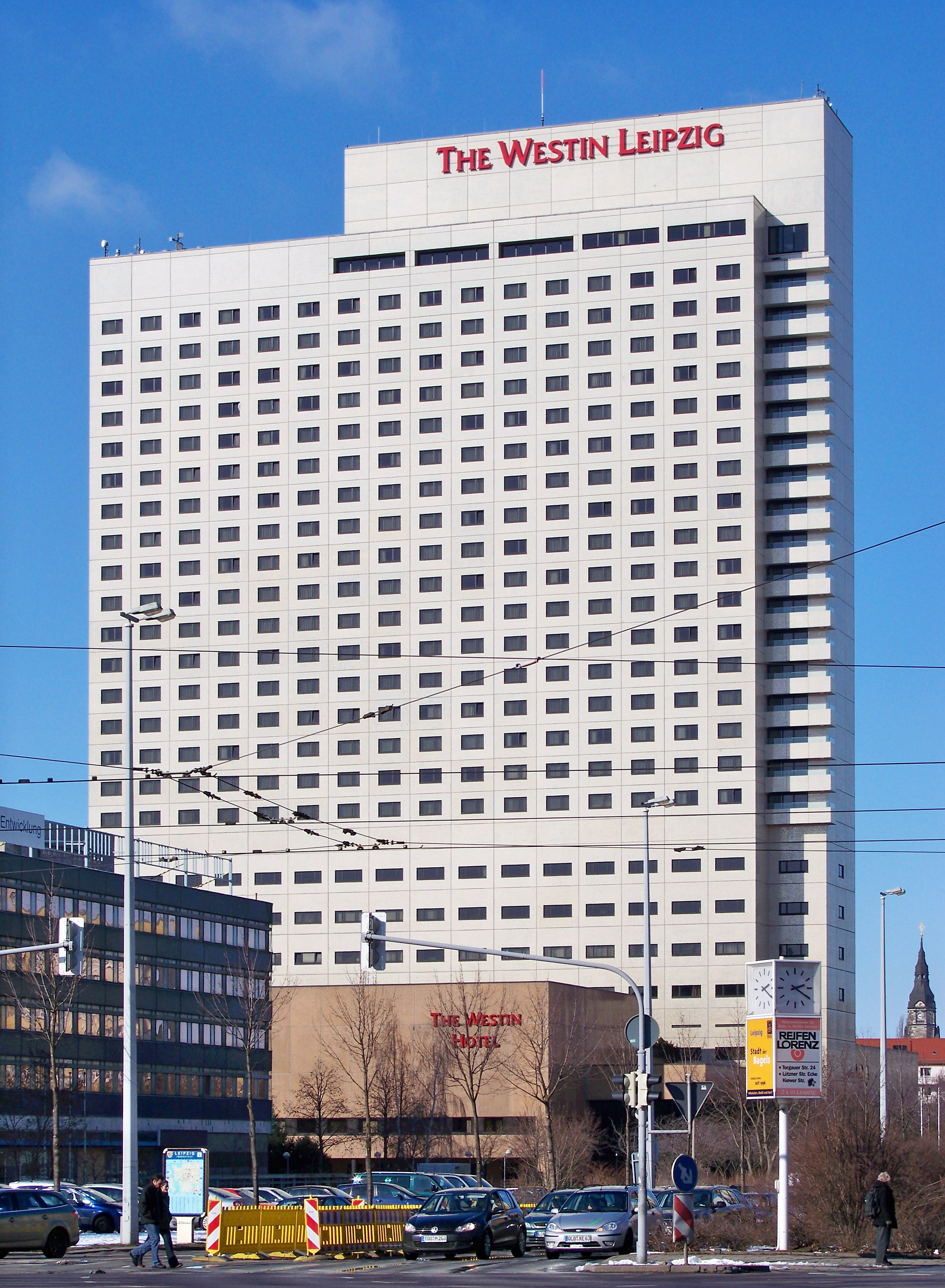
Leipzig Westin (früher: Hotel Merkur)
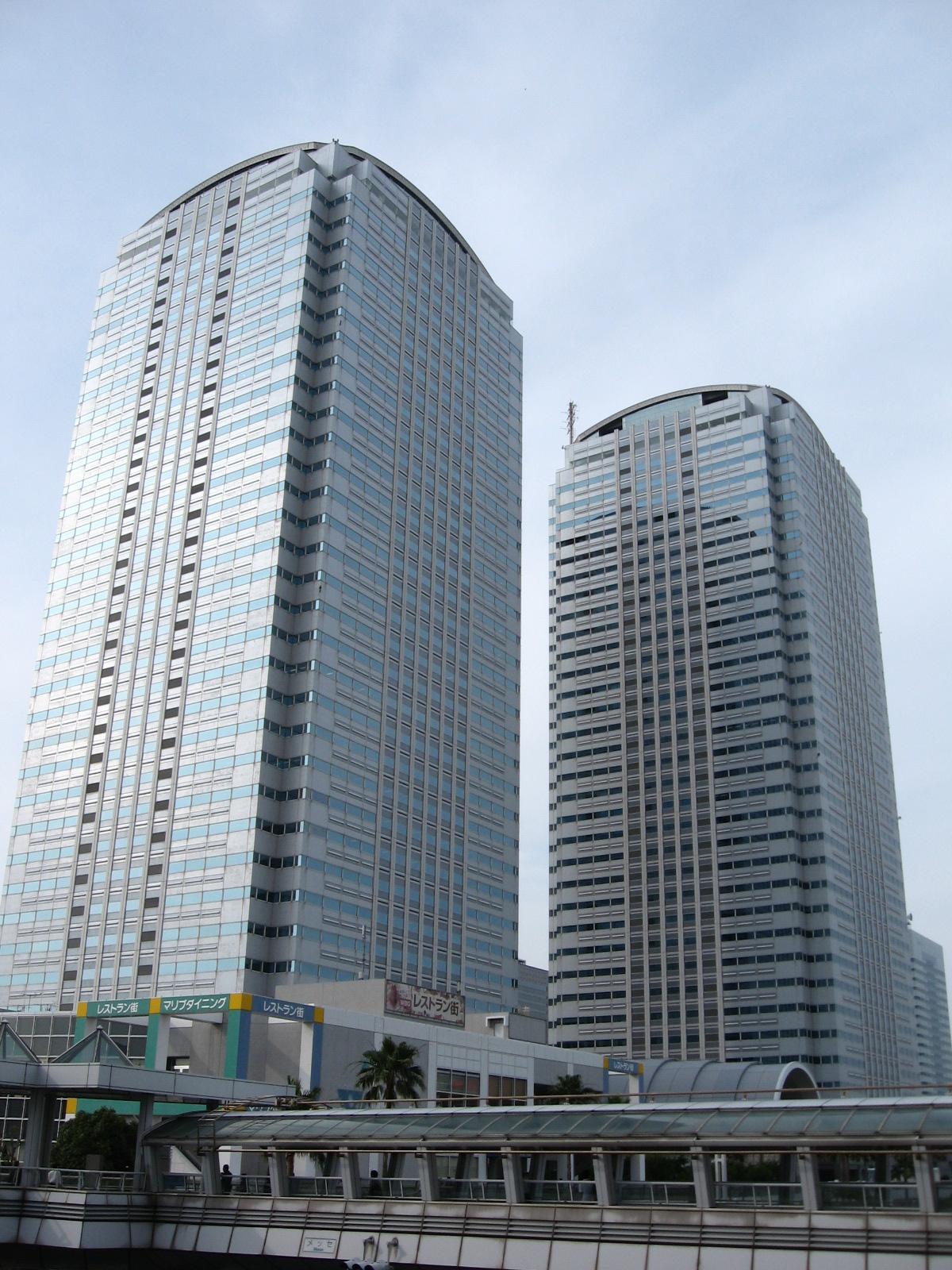
World Business Garden Buildings in Chiba
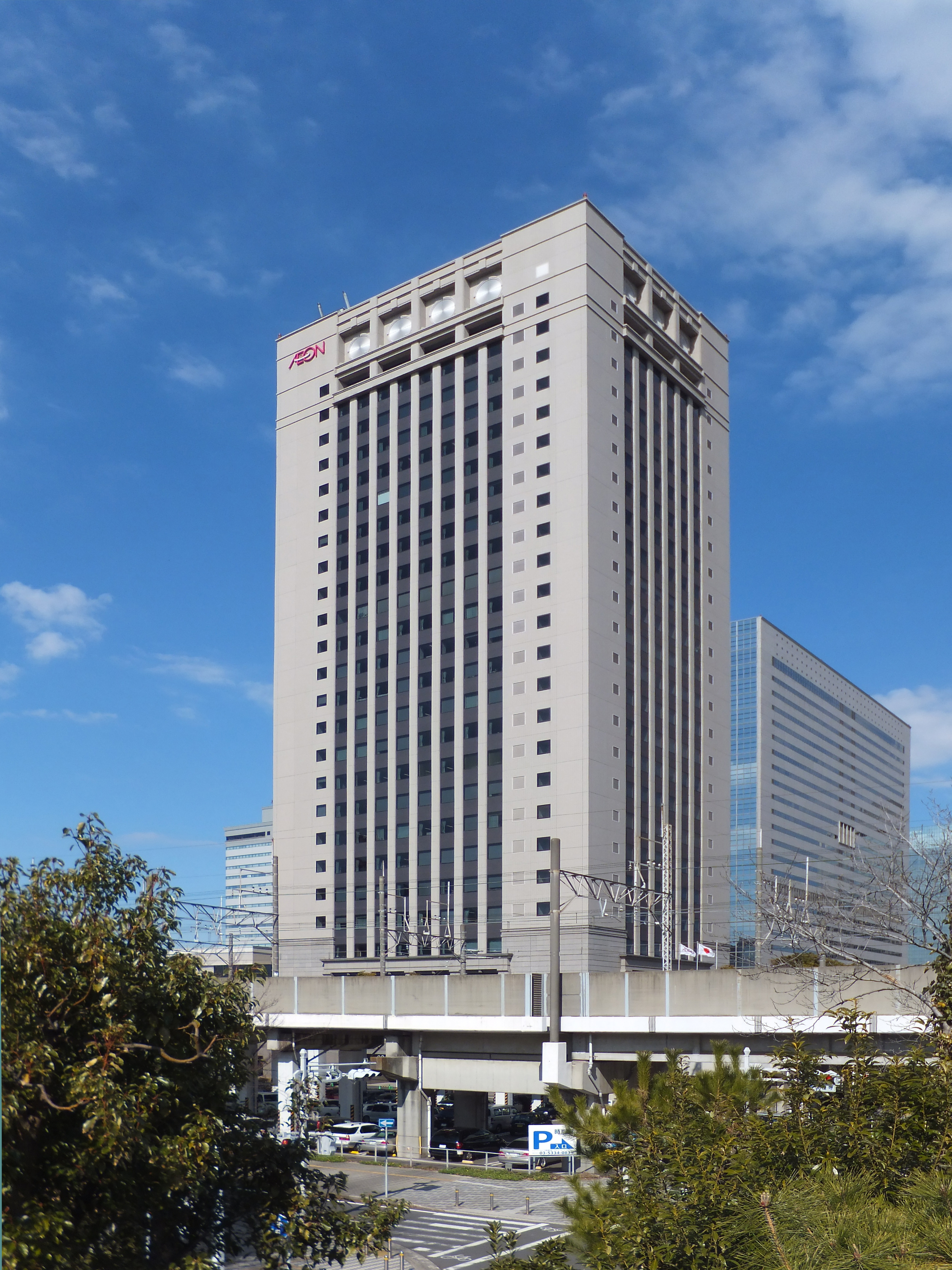
Aeon Tower in Chiba
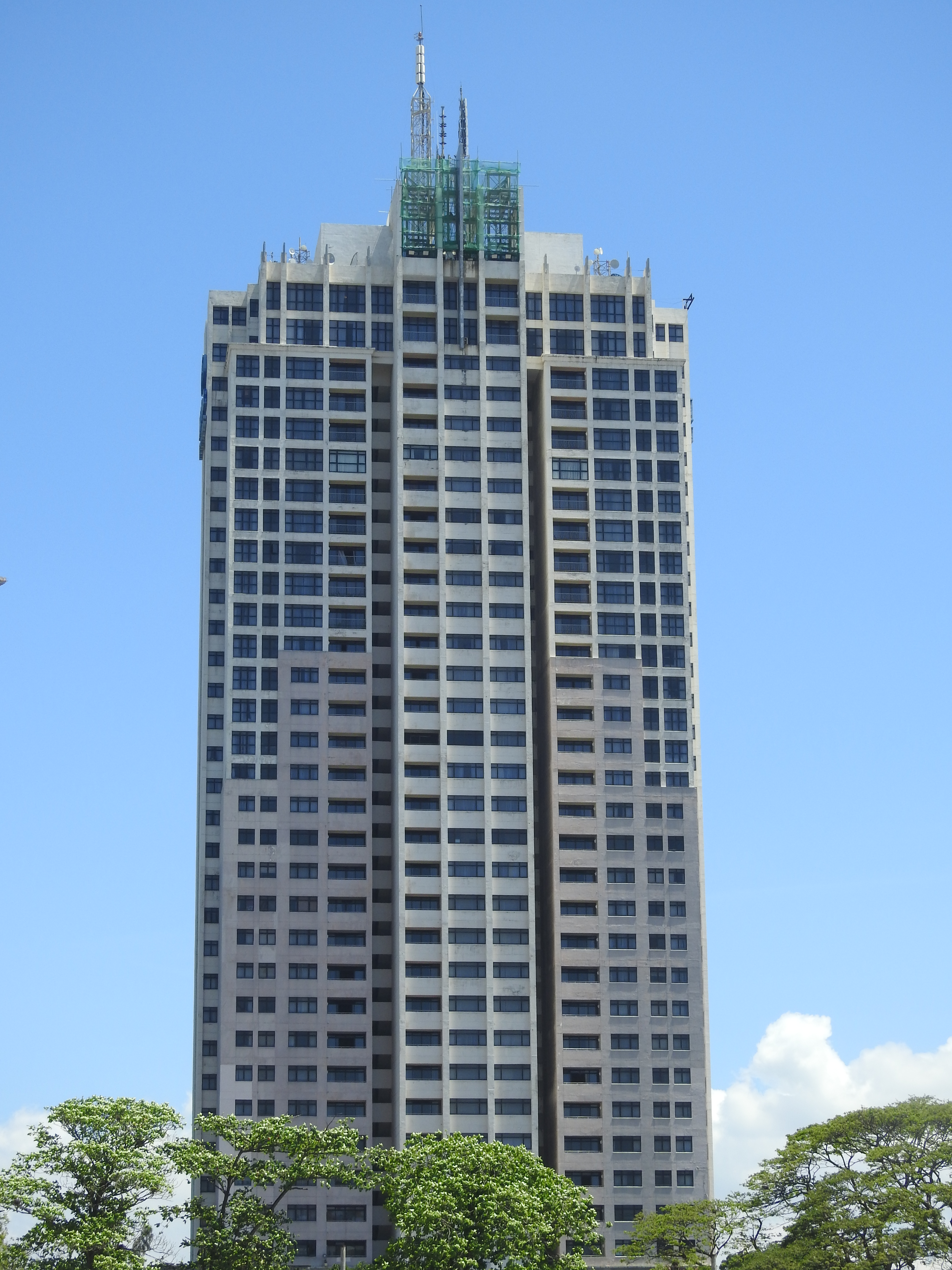
Hilton Residencies in Colombo
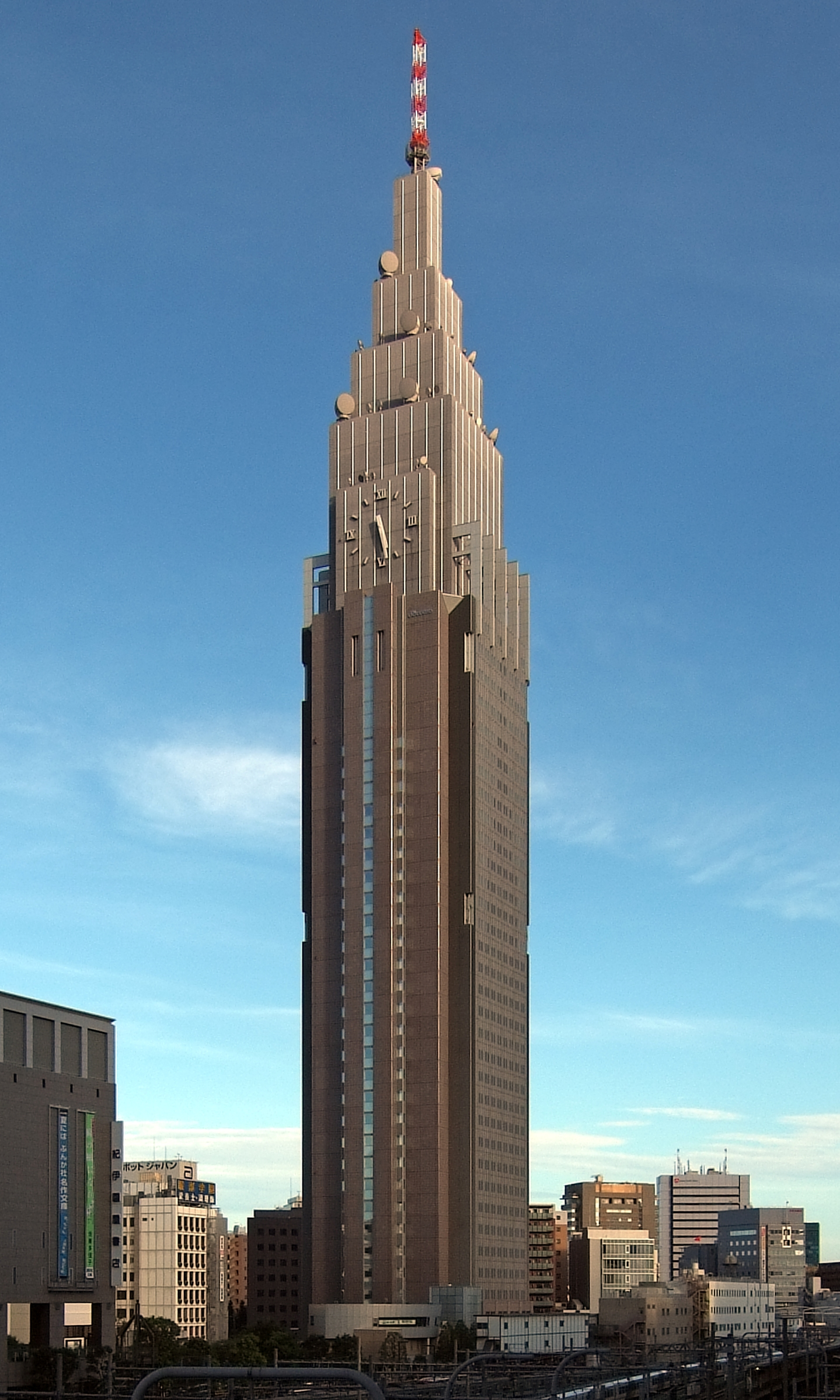
NTT DoCoMo Yoyogi Building in Tokio
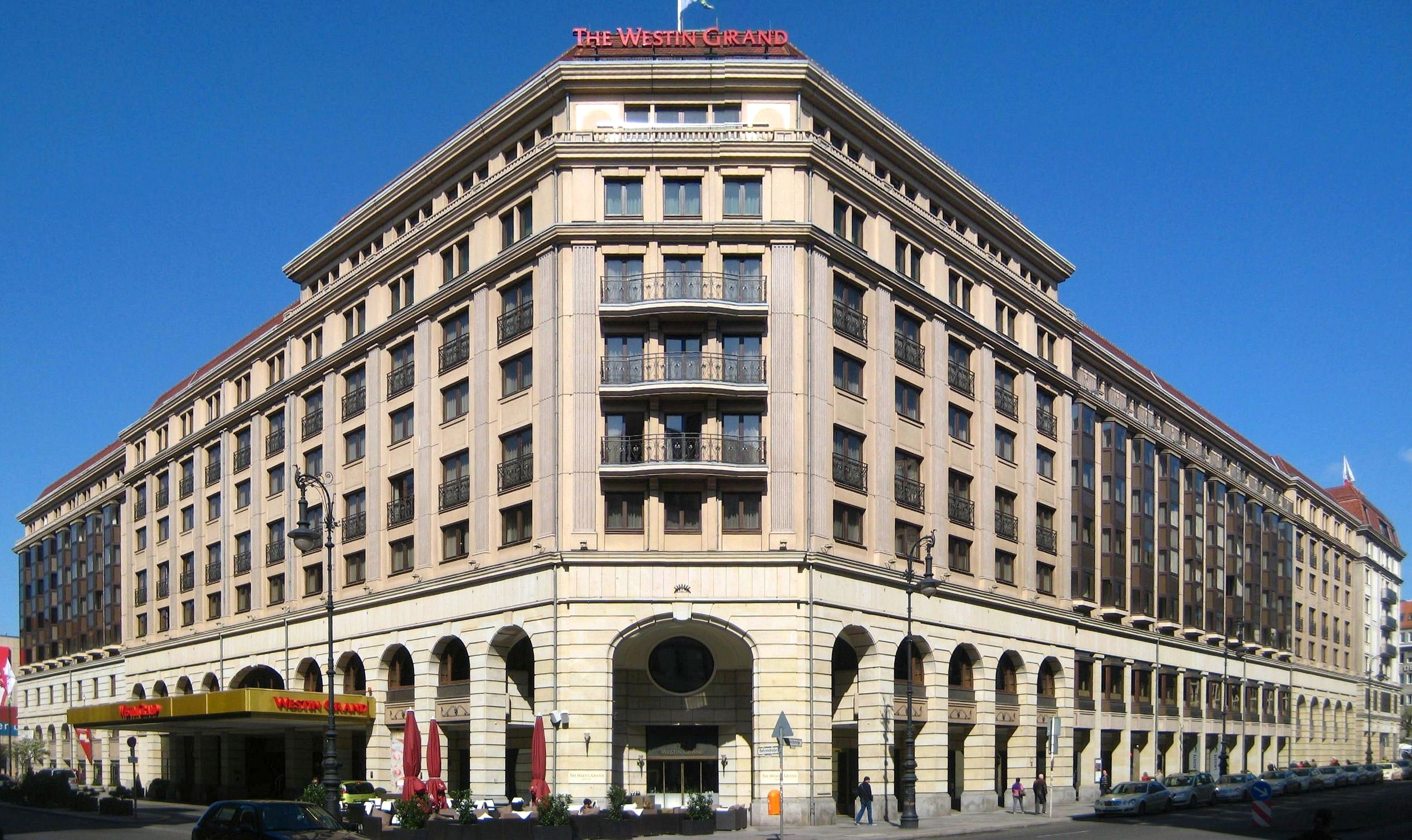
Westin Grand Berlin
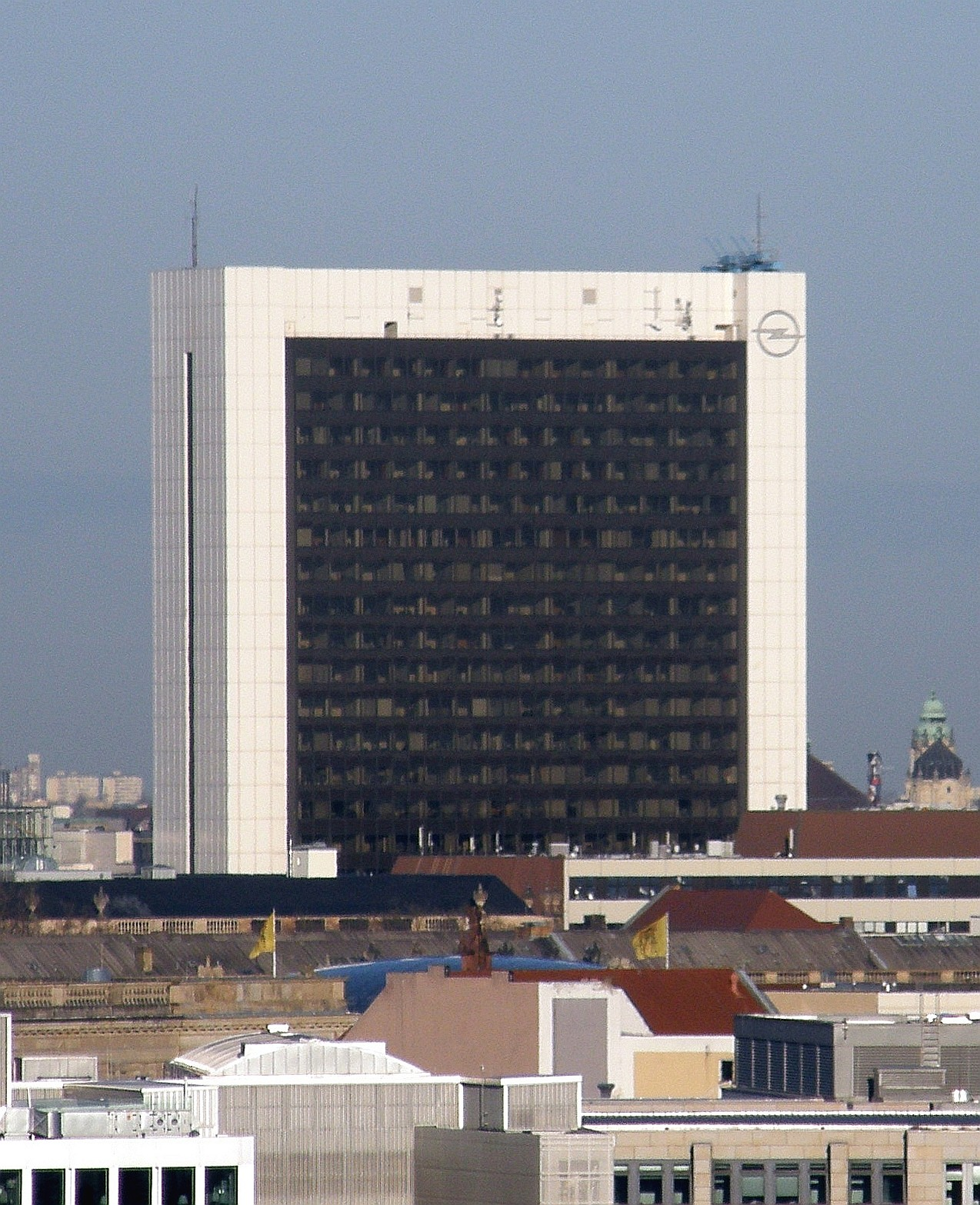
Berlin-Mitte, Internationales Handelszentrum
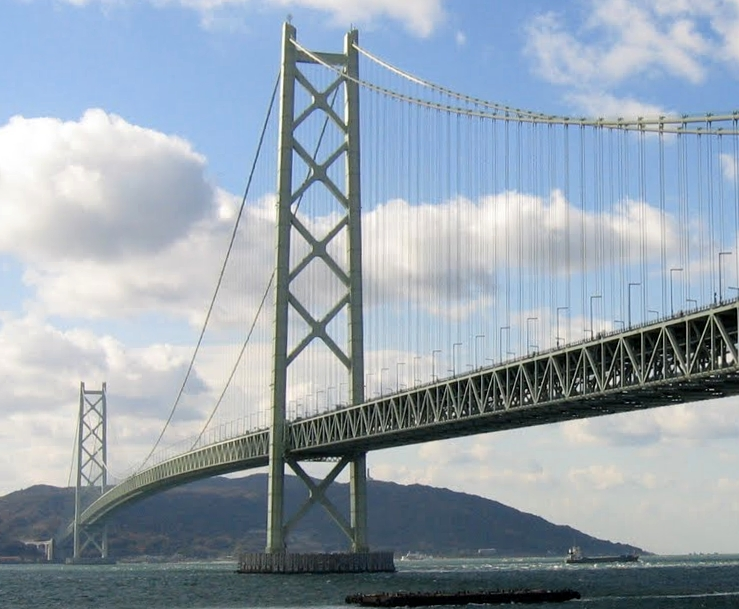
Akashi Brücke
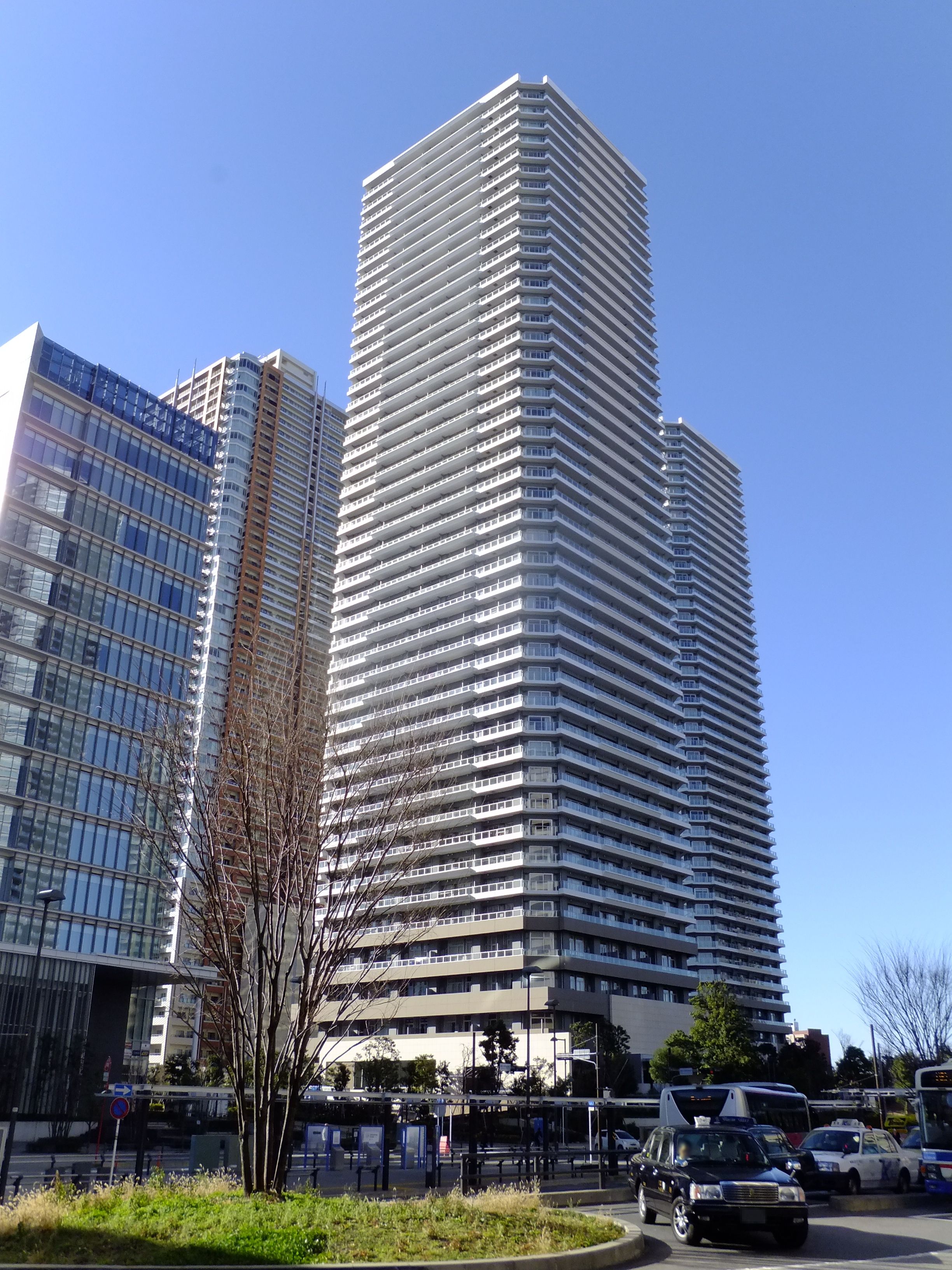
Lieto Court Musashi-Kosugi in Kawasaki
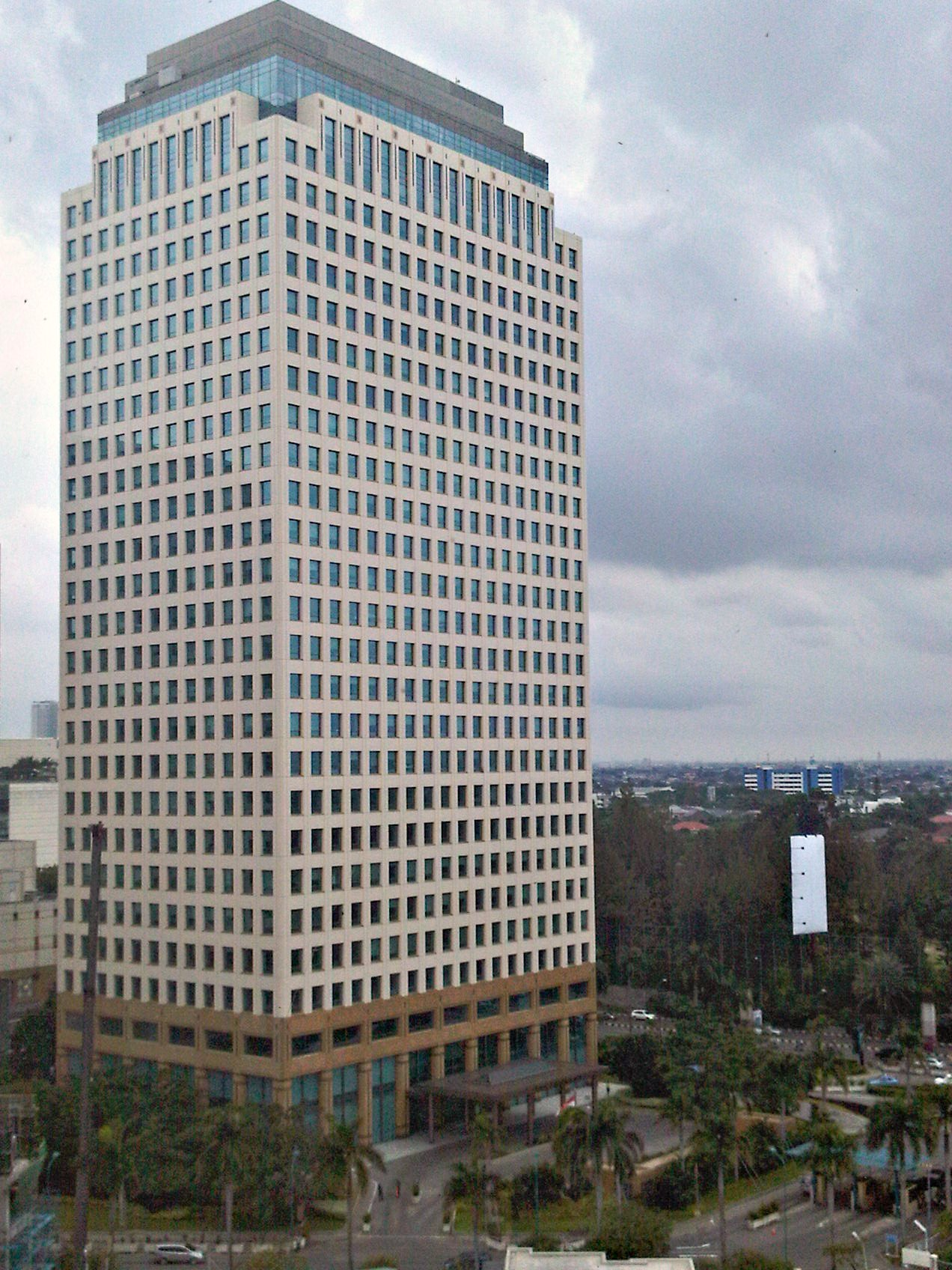
Sentral Senayan 2, Bürohochhaus an der Plaza Senayan, Jakarta
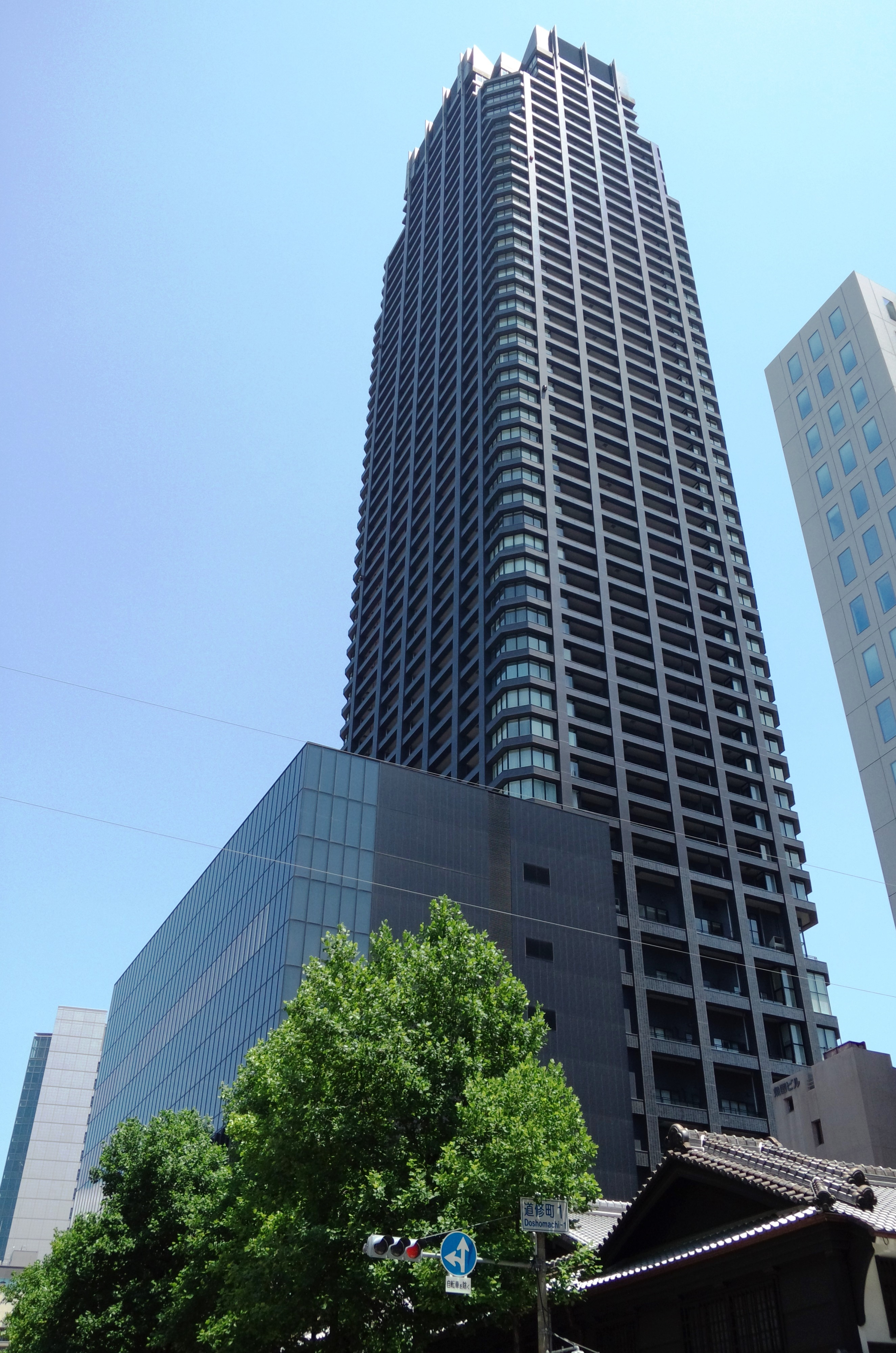
Kitahama-Tower in Osaka